# Chlorate de baryum
Le chlorate de baryum est  un comburant utilisé pour la fabrication d'allumettes, d'explosifs, en pyrotechnie pour obtenir des flammes vertes.

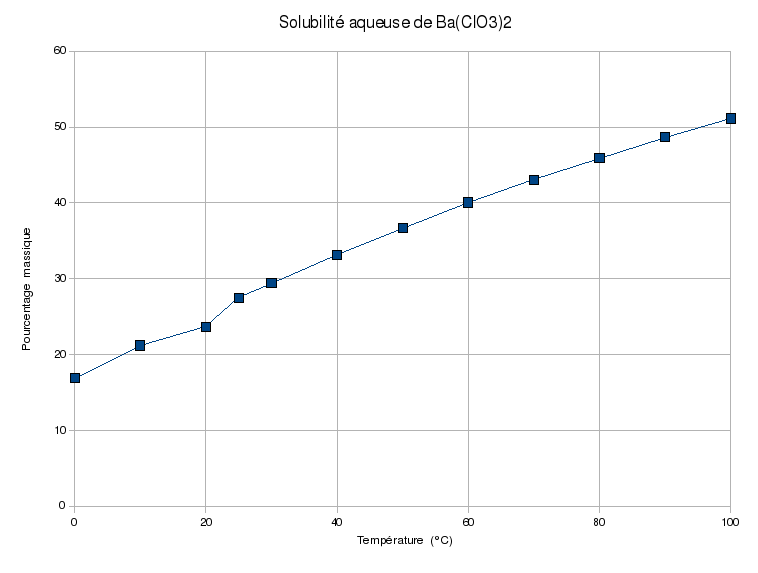
Solubilité aqueuse